# Schermafbeelding

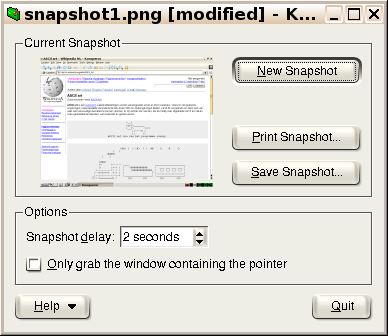
Een schermafbeelding van een programma om schermafbeeldingen te nemen: KSnapshot.

Een schermafbeelding, schermafdruk, screenshot, schermfoto of screendump is een statische afbeelding (een "foto") van wat er op een bepaald moment zichtbaar is op (een deel van) een beeldscherm. Een screencap (screen capture) is een opgenomen stukje video (bijvoorbeeld uit een film of tv-programma), om iets hieruit naar voren te halen.

## Gebruik
Een schermafbeelding kan handig zijn (makkelijker dan via een beschrijving van wat er op het scherm te zien is) om:
- uit te leggen hoe een programma werkt — bijvoorbeeld waar welk knopje staat;
- een bepaalde situatie te laten zien
- aan een ander te laten zien hoe je scherm eruitziet, bijvoorbeeld bij gebruik van een thema, of bij een probleem met de opmaak van het scherm;
- de getoonde informatie te bewaren, in gevallen waarbij gewoon opslaan niet kan.

## Windows
In Windows kan een schermafbeelding in het klembord geplaatst worden door op de Print Screen-toets op het toetsenbord te drukken. Door op Alt + Print Screen te drukken wordt er enkel een schermafbeelding in het klembord geplaatst van het actieve venster. De afbeelding die in het klembord zit kan geplakt worden in een programma (zoals Paint of een tekstverwerker) en vervolgens worden bewerkt en/of opgeslagen.
In recente versies van Windows kan men het "Knipprogramma" gebruiken om screenshots te maken.

## Mac OS X
Onder OS X zijn er verschillende toetsencombinaties om een schermafbeelding te nemen:
- een schermafbeelding van het gehele scherm: druk Command-Shift-3 in;
- een schermafbeelding van een deel van het scherm: druk Command-Shift-4 in en selecteer vervolgens het gedeelte waarvan je een schermafbeelding wilt;
- een schermafbeelding van een venster of menu: druk Command-Shift-4 in, druk vervolgens op de spatiebalk, en klik dan ergens in het venster waarvan je een afbeelding wilt hebben;
- het is ook mogelijk om via de Unix-terminal een schermafbeelding te maken door het programma screencapture aan te roepen.

Schermafbeeldingen worden onder Mac OS X direct opgeslagen, op het bureaublad. In Panther (Mac OS X 10.3) als pdf-bestand; vanaf Tiger (Mac OS X 10.4) worden ze als PNG-bestand opgeslagen.
Om de afdruk in het klembord te plaatsen, moet ook de Ctrl-toets ingedrukt worden bij de bovengenoemde toetscombinaties.

## Andere mogelijkheden
Er is een zeer grote variëteit aan programma's om schermafbeeldingen te nemen onder verschillende besturingssystemen.
Onder Linux kunnen programma's zoals Spectacle (van KDE) of GNOME Schermafdruk gebruikt worden.
Tekenprogramma's zoals GIMP of ImageMagick hebben vaak ook een mogelijkheid om schermafbeeldingen te nemen.

## Afbeelding van een hele webpagina
Er zijn browseraanvullingen die optioneel ook een afbeelding van een hele webpagina kunnen maken, zoals die er op enig moment uitziet. Een voorbeeld is FireShot.

## Software
- Greenshot
- Snagit (Windows en Mac)